# Wright Flyer
Pour les articles homonymes, voir Wright et Flyer.
Le Wright Flyer est l'avion avec lequel les frères Wright effectuent les premiers vols contrôlés et motorisés de l'histoire de l'aviation, à Kitty Hawk en Caroline du Nord le 17 décembre 1903.

## Genèse
Le Wright Flyer a été dessiné et construit par deux Américains, les frères Wright. Cet avion est également appelé Kitty Hawk, le nom de la localité où eurent lieu ces vols.
Avant de construire le Flyer, les deux frères avaient effectué de nombreux vols d'essais avec des planeurs, à Kitty Hawk, entre 1900 et 1902. La mise au point des commandes de vol et l'expérience de pilotage acquise avec le dernier planeur de 1902 leur permit d'envisager le vol motorisé.

## Caractéristiques techniques

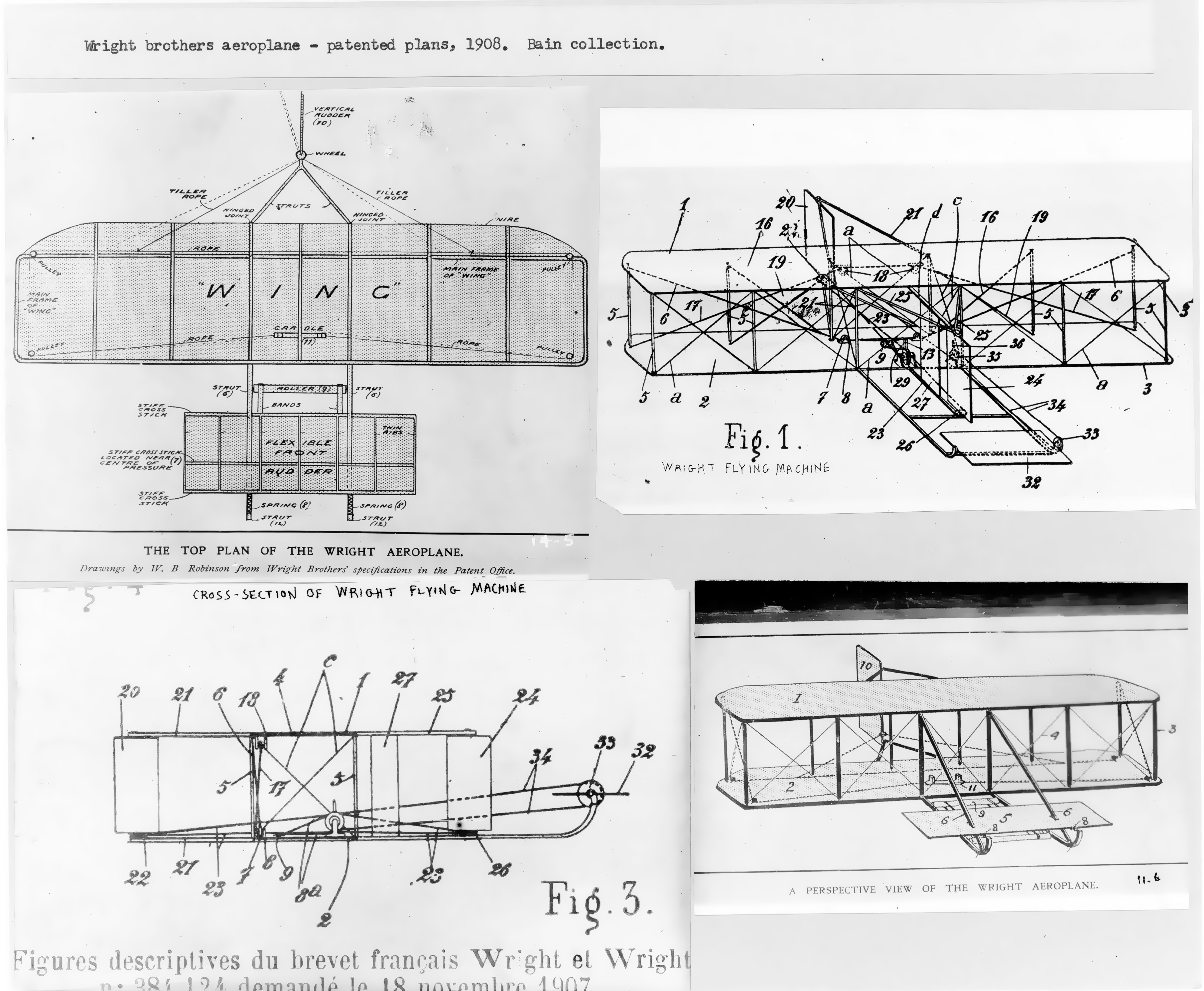
Plans pour le dépôt du brevet du Flyer en 1908.

Le Flyer est un biplan à configuration canard, la gouverne de profondeur étant le plan avant. Le pilote est allongé sur le ventre au niveau de l'aile inférieure. Il contrôle l'inclinaison et la direction en se déplaçant latéralement dans un berceau fixé à ses hanches. Le cadre tire sur des câbles qui gauchissent (déforment) les ailes en sens contraire et font en même temps tourner la gouverne de direction (c'est ce que l'on appelle une conjugaison roulis - lacet).
Le moteur, directement développé par les frères Wright, est un quatre cylindres refroidi par eau qui tourne au régime unique de 1 200 tr/min, donc sans réglage de régime. La puissance est d'environ 12 ch, la masse du bloc est de 62 kg. La masse complète avec le refroidissement, la transmission et la propulsion (hélices) est d'environ 90 kg. La transmission est basée sur le principe d'une chaîne, comme sur une bicyclette. Deux chaînes entrainent ainsi deux hélices contrarotatives bipales de 2,60 m de diamètre .
L'avion est dépourvu de roues, il repose sur des patins et glisse sur un rail de lancement de 18 mètres de long disposé face au vent ; le rail présente une pente de 8,5 degrés, soit 15 %, facilitant ainsi le décollage avec peu de puissance.

## Premiers vols
La première tentative de vol est effectuée par Wilbur, choisi par un tirage à pile ou face, le 14 décembre 1903. Ce vol est un échec, car l'avion est très difficile à piloter, car très instable en tangage.

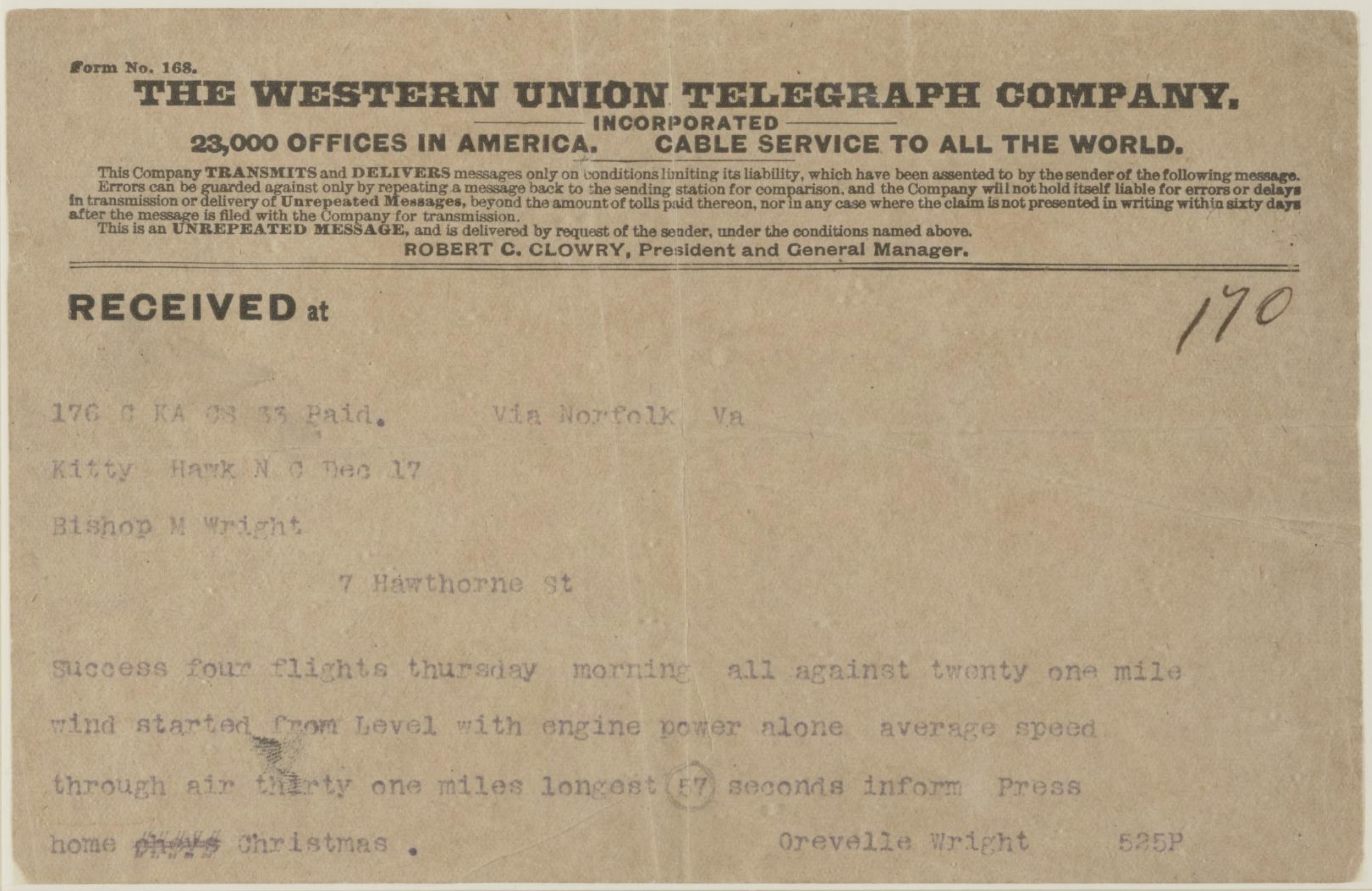
Télégramme adressé par Orville Wright à son père Milton après les quatre vols historiques du 17 décembre 1903.

Quatre autres vols sont effectués trois jours plus tard, le 17 décembre 1903 entre 10h30 et midi,. Le premier de ces quatre vols, devant cinq habitants de la région comme seuls témoins, dure douze secondes et atteint 37 mètres.
Une des plus célèbres photos de l'aviation (ici dans l'infobox en haut à droite) a été prise au moment du décollage. L'appareil avait été monté sur un pied par Orville Wright, qui avait expliqué à John T. Daniels de la station de sauvetage de Kill Devil Hill quand et comment déclencher la prise de vue. La photo montre parfaitement le décollage du Flyer : Orville est aux commandes, allongé dans le berceau coulissant permettant le contrôle du vrillage des ailes. Wilbur, qui a accompagné la machine en la tenant, vient de lâcher un des montants de l'aile et a un peu reculé pour mieux voir ce qui se passe. Cette photo fait partie des plaques négatives au format 127 × 178 déposées au Congrès des États-Unis en 1949.

Il n'y a pas de photo du quatrième vol, pourtant le plus réussi puisqu'il atteint 284 mètres et dure 59 secondes. Alors que l'appareil est au sol, une rafale de vent le renverse sur le dos et abîme fortement l'avion.

## Répercussions
Une légende veut que les frères Wright connaissent instantanément la gloire. En fait, l'événement est peu médiatisé, leur conseiller juridique leur ayant recommandé de ne pas le rendre public avant d'avoir fait breveter leur avion. Ainsi, seuls quatre journaux le relatent le lendemain et la plupart des gens pensent que cette nouvelle est exagérée car la presse avait déjà relayé de faux vols prétendument réussis de machines volantes. Leur demande de brevet n'est déposée que le 23 mars 1903 et n'aboutit que le 22 mai 1906, au terme d'un long processus au cours duquel leur exploit initial fait l'objet de scepticisme car ils n'effectuent aucun vol public pendant cette période. Le premier vol public avec le Flyer III a lieu en France, au Mans, le 8 août 1908.

## Postérité

### Après Kitty Hawk
Les frères Wright rentrèrent chez eux à Dayton pour Noël après les vols du Flyer de Kitty Hawk. Bien qu'ils aient abandonné leurs autres planeurs, ils réalisèrent l'importance historique du Flyer. Ils expédièrent l'appareil endommagé à Dayton, où il resta stocké dans des caisses derrière un hangar de la Wright Company pendant neuf ans. La grande inondation de Dayton de mars 1913 laissa le Flyer sous la boue et l'eau pendant 11 jours.
Charlie Taylor raconte dans un article de 1948 que le Flyer faillit être détruit par les Wright : début 1912, Roy Knabenshue, responsable de l'équipe d'exposition des Wright, eut une conversation avec Wilbur et lui demanda ce qu'ils comptaient faire du Flyer. Wilbur répondit qu'ils allaient probablement le brûler, comme ils l'avaient fait avec l'appareil de 1904. Selon Taylor, Knabenshue réussit à convaincre Wilbur de ne pas se débarrasser de l'appareil pour des raisons historiques.
En 1910, les Wright proposèrent le Flyer à l'exposition à la Smithsonian Institution, mais celle-ci refusa, indiquant cependant qu'il serait prêt à exposer d'autres artefacts aéronautiques des frères. Wilbur mourut en 1912, et en 1916, Orville sortit le Flyer de ses caisses et le prépara pour une exposition au Massachusetts Institute of Technology : il remplaça certaines parties de la couverture de l'aile, les hélices et le carter, l'arbre à cames et le volant moteur. Le carter, l'arbre à cames et le volant du moteur d'origine avaient été envoyés à l'AeroClub of America à New York pour une exposition en 1906 et ne furent jamais rendus aux Wright, les pièces de remplacement provenant du moteur expérimental que Charlie Taylor avait construit en 1904, utilisé pour des tests dans l'atelier de vélos.
Le Smithsonian Institution, et principalement son secrétaire de l'époque Charles Walcott, refusa de reconnaître le vol des Wright en tant que premier vol contrôlé propulsé d'un avion. À la place, ils honorèrent l'ancien secrétaire du Smithsonian, Samuel Pierpont Langley, dont les tests de 1903 avec son Aerodrome sur le Potomac n'avaient pas été concluants. Walcott était ami avec Langley et souhaitait voir sa place dans l'histoire de l'aviation rétablie. En 1914, Glenn Curtiss venait d'épuiser la procédure d'appel dans une bataille juridique pour violation de brevet avec les Wright. Curtiss chercha à prouver que la machine de Langley, qui avait échoué lors de tests avec pilote neuf jours avant le vol réussi des Wright en 1903, était capable de vol contrôlé avec pilote, dans le but d'annuler les brevets des Wright. Finalement, en vue de tests de vol sur le lac Keuka, l'Aerodrome fut retiré de l'exposition au Smithsonian.
Entre 1916 et 1928, le Flyer fut préparé et assemblé pour une exposition sous la supervision d'Orville par le mécanicien de la Wright Company, Jim Jacobs, à plusieurs reprises. Il fut brièvement exposé au Massachusetts Institute of Technology en 1916, lors des New York Aero Shows en 1917 et 1919, lors d'une réunion de la Society of Automotive Engineers à Dayton, Ohio, en 1918, et lors des National Air Races à Dayton en 1924.
En 1925, Orville tenta de mettre la pression sur le Smithsonian en menaçant d'envoyer le Flyer au Science Museum de Londres si l'institution refusait de reconnaître leur première. La menace n'eut pas l'effet escompté, et le 28 janvier 1928, Orville expédia le Flyer à Londres pour une exposition au musée britannique. Pendant la Seconde Guerre mondiale, il fut déplacé dans une installation souterraine à 160 km de là, près de Corsham.
En 1943, Orville, après avoir échangé plusieurs lettres avec Charles Greeley Abbot, qui l'année précédente rétablit le statut de première mondiale du vol des Wright, accepta de retourner le Flyer aux États-Unis pour l'exposer au Smithsonian. Le Flyer resta au Science Museum jusqu'à ce qu'une réplique soit construite pour y être exposée à sa place, avant de rejoindre Halifax le 11 novembre 1948 à bord du Mauretania, d'être rapatrié au port de New York par l'USS Palau et emmené jusqu'à Washington par camion. 

### Au Smithsonian
Le Wright Flyer fut exposé dans le bâtiment des Arts et Industries du Smithsonian le 17 décembre 1948, 45 ans jour pour jour après le premier vol de l'appareil. En 1976, il fut déplacé vers la galerie des évènements marquants de l'aviation du National Air and Space Museum. Depuis 2003 et le centenaire du premier vol, il bénéficie de sa propre exposition permanente.
En 1981, des discussions commencèrent sur la nécessité de restaurer le Flyer. Lors des cérémonies célébrant le 78e anniversaire des premiers vols, Ivonette Wright, l'une des nièces des frères, présenta au musée la couverture de toile originale d'une aile du Flyer, reçue en héritage d'Orville, exprimant son souhait de voir l'appareil restauré.
La couverture en tissu de l'avion à l'époque, provenant de la restauration de 1927, était décolorée et marquée de taches d'eau. Les fixations métalliques retenant les montants de l'aile commençaient à se corroder, marquant le tissu adjacent.
La restauration commença en 1985 : la structure en bois fut nettoyée et la corrosion des pièces métalliques fut éliminée, la couverture des ailes étant quant à elle remplacée, donnant un aspect plus fidèle à l'original que celle de la restauration de 1927. Pour préserver la peinture originale du moteur, les restaurateurs la recouvrirent d'une cire inerte avant d'appliquer une nouvelle couche de peinture. Les effets de la restauration de 1985 sont censés jusqu'en 2060 avant qu'une nouvelle restauration ne soit nécessaire.

### Artefacts
En 1969, un morceau de bois et une portion du tissu originaux du Wright Flyer ont voyagé vers la Lune et sa surface dans le kit personnel de Neil Armstrong à bord du Module lunaire Eagle d'Apollo 11, puis sont retournés sur Terre dans le Module de commande Columbia. Ils sont exposés au centre des visiteurs du Wright Brothers National Memorial à Kitty Hawk.
En 1986, d'autres morceaux de même nature, ainsi qu'une note signée d'Orville Wright, ont été emportées par l'astronaute Michael J. Smith à bord de la navette spatiale Challenger, qui a été détruite peu après le lancement. Récupérées dans l'épave de la navette, ils sont aujourd'hui exposées au North Carolina Museum of History.

En 2020, un échantillon de tissu original provenant de l'aile gauche du Flyer, initialement conservé au mémorial de Kitty Hawk, a été fixé sur l'hélicoptère martien Ingenuity, premier appareil motorisé a effectuer un vol contrôlé sur une autre planète .

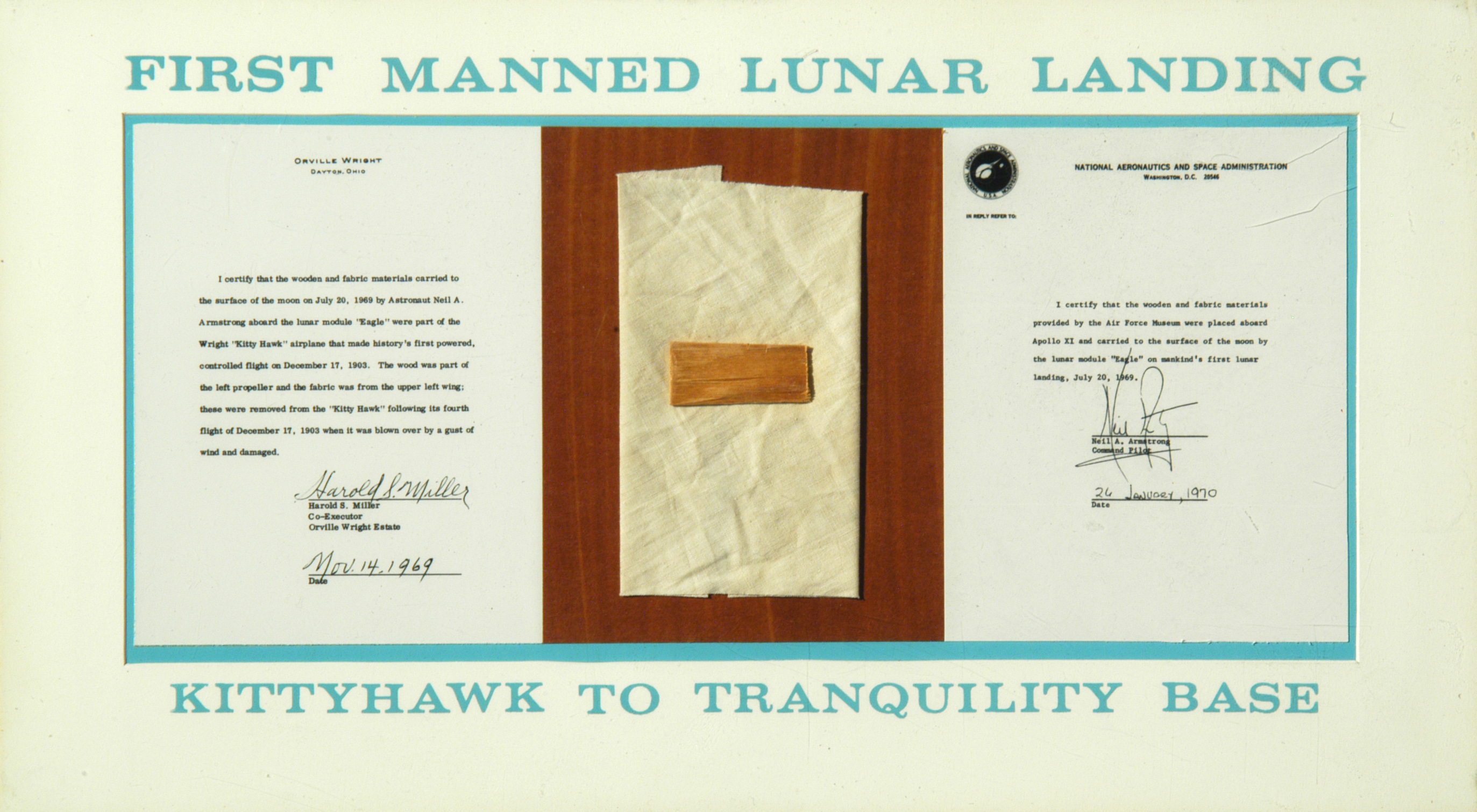
Bois et tissu du Wright Flyer emportés sur la Lune en 1969 par Neil Armstrong à bord d’Apollo 11.
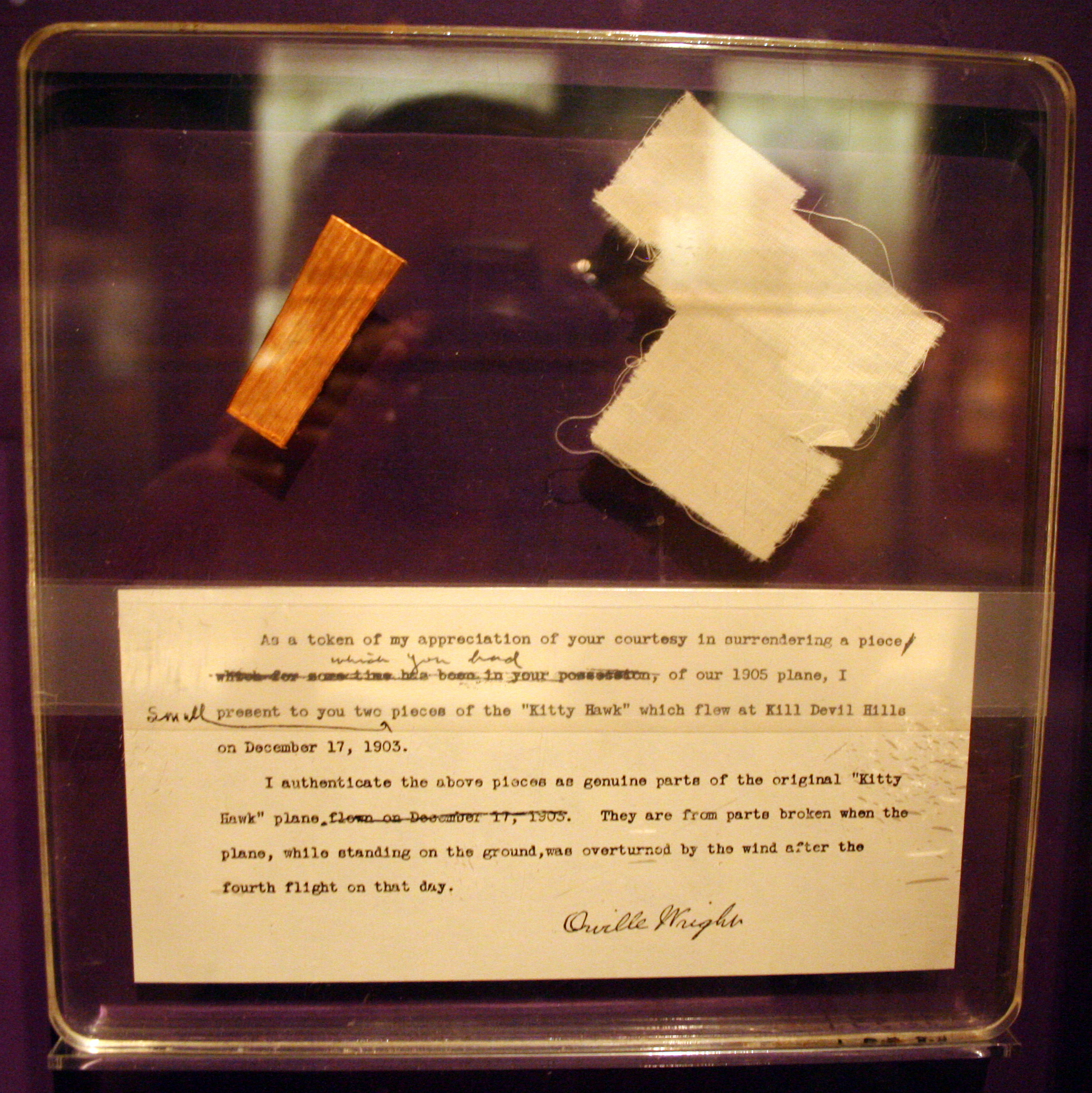
Morceaux du Flyer et une note d’Orville Wright, emportés sur Challenger en 1986.